# Le Trio Joubran

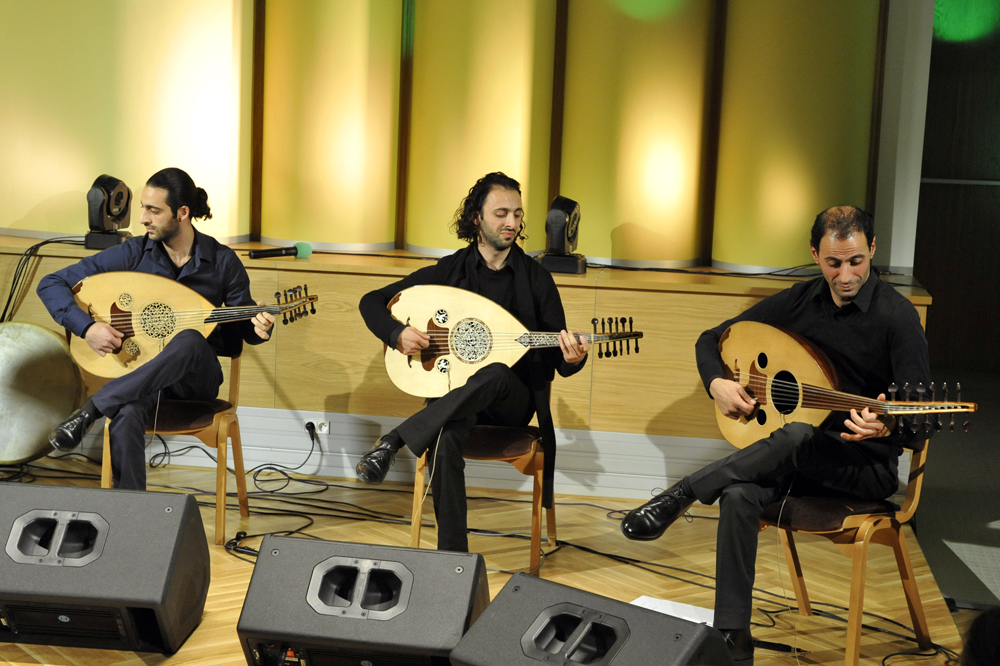
El trío Joubran en 2013. De izquierda a derecha: Adnan Joubran, Wissam Joubran y Samir Joubran.

Le Trio Joubran es un grupo palestino de música tradicional, creado en 2004. Se compone de los tres hermanos Joubran, que tocan el laúd árabe.

## Trayectoria
Heredero de cuatro generaciones de instrumentistas y luthiers de laúd, el grupo se compone de tres hermanos, hijos de Hatem Joubran y oriundos de Nazaret:
- Samir Joubran, el mayor, nacido en 1973.
- Wissam Joubran, nacido en 1983.
- Adnan Joubran, nacido en 1985.

El trío se formó oficialmente en 2004 en torno a Samir, que llevaba una carrera en solitario desde hacía ya años. Wissam es además luthier de laúd. Palestinos de nacionalidad israelí, viven en Nazaret y Ramala,  y desde 2005 en París. El Trío Joubran está comprometido con la defensa y la difusión de la cultura palestina.
Unidos con el poeta palestino Mahmoud Darwish por una profunda amistad y admiración, realizaron juntos una gira en la que acompañaban sus poemas con sus composiciones. Su disco À l'ombre des mots es un homenaje póstumo a la obra de Darwish, un año después de su muerte.
El documental Improvisations, Samir et ses frères, de Raed Andoni, relata la creación del grupo y su primer concierto en septiembre de 2004 en el Jardín de Luxemburgo, en París. En 2004, el trío participó en la creación coreográfica La Madâa de Héla Fattoumi & Éric Lamoureux.
El trío Joubran da numerosos conciertos en Europa, en América del Norte y América Latina así como en el mundo árabe, y han compuesto música para películas en varias ocasiones. En 2009, firmaron la banda sonora de la primera película de Nassim Amaouche, Adieu Gary, que retoma composiciones del álbum Majâz. Samir y Wissam aparecen en la película. El mismo año componen la música de la película Le Dernier Vol, de Karim Dridi, interpretada junto con Chkrrr. En 2011 compusieron e interpretaron la banda sonora del documental 5 cámaras rotas de Emad Burnat y Guy Davidi.
Se acompañan también de percusiones a cargo del palestino Yousef Hbeish.

## Discografía
- 2003: Tamaas
- 2004: Randana
- 2007: Majâz
- 2009: À l'ombre des mots (sobre poemas escritos y recitados por Mahmoud Darwish) (Live)
- 2011: AsFâr
- 2018: The long march

Samir Joubran (en solitario)
- 1996: Taqassim
- 2001: Sou'Fahm

En colaboración con Chkrrr
- 2009: Le Dernier Vol